# Ingrid Chabbert
Ingrid Chabbert, née le 20 septembre 1978, est un autrice de littérature jeunesse et scénariste de bande dessinée française.

## Biographie
Ingrid Chabbert s'associe en 2018 avec Léa Mazé, qui dessine la série Elma, une vie d'ours, qui met en scène « la vie d’une gamine insouciante élevée par un ours ». L'album peut rappeler Le Livre de la jungle.
Toujours en 2018, elle participe à l'album collectif Féministes (éditions Vide Cocagne).

## Publications

### Littérature jeunesse
Roman jeunesse
- Le grand méchant lapin, dessin de Clotilde Goubely, Éditions Frimousse, 32p, 2017,  (ISBN 9782352413448)

- L'Amoureux de papa, illustré par Lauranne Quentric, Kilowatt, 2017

### Bande dessinée
- Les Jumelles, dessin Marjorie Béal, Des ronds dans l'O Jeunesse :
  1. La Rencontre, 2014  (ISBN 978-2-917237-60-1).
  2. Au parc, 2014  (ISBN 978-2-917237-71-7).
- Tine & Junior, dessin Brice Follet, Frimousse, coll. « BD mousse » :
  1. Les Vacances de King Kong, 2016  (ISBN 978-2-352-41283-0).
  2. Les Géants de pierre, 2018  (ISBN 978-2-352-41333-2).
- Les Amies de papier, avec Christophe Cazenove (scénario) et Cécile (dessin), Bamboo Édition :
  1. Le Cadeau de nos 11 ans, 2017  (ISBN 978-2-8189-3612-2).
  2. 12 printemps, 12 étés, 2018  (ISBN 978-2-8189-4419-6).
  3. Treize Envies de te revoir[4], 2019  (ISBN 978-2-8189-4419-6).
- L'Étrange boutique de Miss Potimary, dessin Séverine Lefèbvre, Jungle !, coll. « Jeunesse » :
  1. La Boîte à secrets, 2017  (ISBN 978-2-8222-1432-2).
  2. Toutes ailes déployées, 2018  (ISBN 978-2-8222-2263-1).
  3. L'Île du passé, 2019  (ISBN 978-2-8222-2822-0).
- Écumes, dessin Carole Maurel, Steinkis, 2017  (ISBN 978-2-368-46003-0).
- Kadogo, dessin Joël Alessandra, Des Ronds dans l'O et Amnesty International, 2017  (ISBN 978-2-374-18029-8).
- Lulu et son Dragon, dessin Cédrick Le Bihan, Jungle !, 2017  (ISBN 978-2-8222-1581-7).
- En attendant Bojangles, d'après le roman éponyme de Olivier Bourdeaut, dessin Carole Maurel, Steinkis, 2017  (ISBN 978-2-368-46109-9).
- Luna la nuit, dessin Clémentine Pochon, Les Enfants rouges, coll. « Isturiale », 2017  (ISBN 978-2-354-19097-2).
- Elma, une vie d'ours, dessin Léa Mazé, Dargaud :
  1. Le Grand Voyage, 2018  (ISBN 978-2-205-07793-3) (BNF 45590591).
  2. Derrière la montagne, 2019  (ISBN 978-2-205-07934-0) (BNF 45713758).
- Soixante printemps en hiver, dessin Aimée de Jongh, Dupuis, 2022  (ISBN 979-10-34747-37-5)

## Récompenses
- 2019 : Prix Harvey du meilleur livre européen pour Écumes (avec Carole Maurel)[5]